# Ось мира

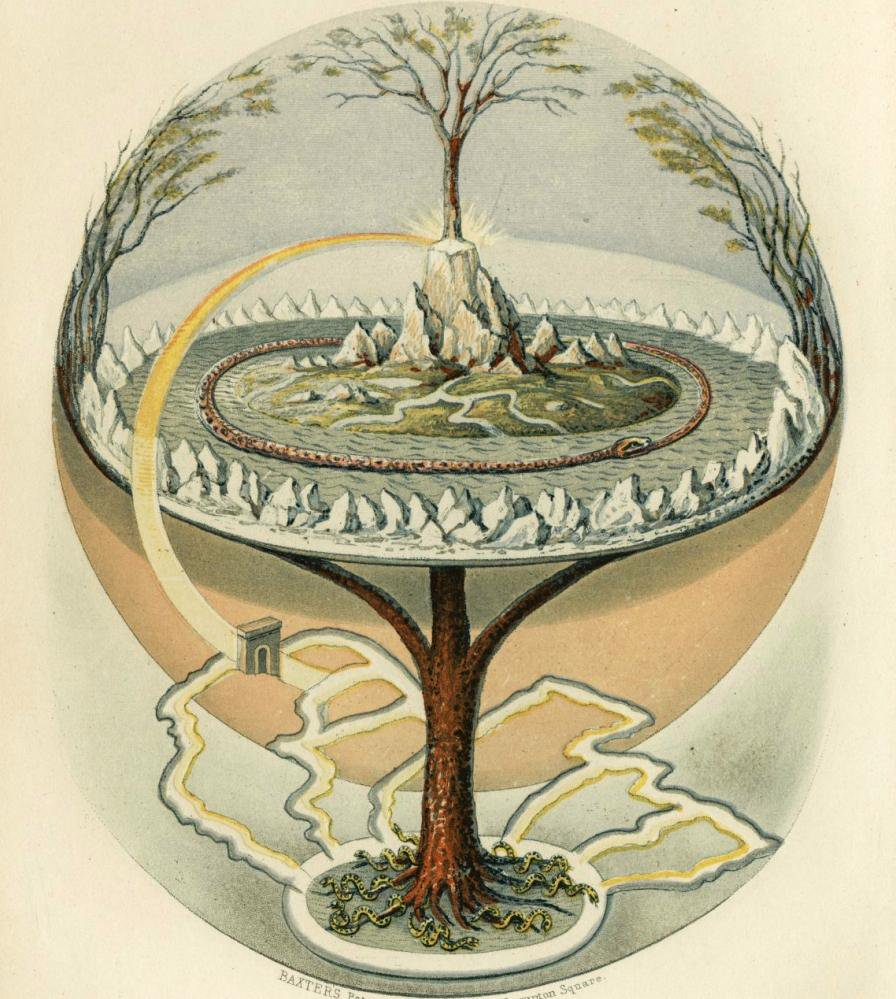
Иггдрасиль, ось мира в скандинавской мифологии

Ось мира (лат. Axis mundi) — в мифологии и религии ось, связывающая небо и землю либо географические полюса как «два пупа земли». В культурах практически всех народов Земли существуют мифологемы и образы, соответствующие религиоведческому понятию «оси мира». Это может быть столб (лат. universalis columna), лестница, гора, дерево, лиана и др. Мировая ось проходит через середину мира — сакральный мифологический центр вселенной, выполняющий гармонизирующую роль («Земля вращается на остне своём (от этого и ось)»).
Ни один из образов оси мира не является статическим. Всё это места активного перехода, динамического союза, где существа различной природы (боги и люди) встречаются или даже становятся друг другом. Таким образом, ось мира представляет собой единство противоположностей. Так как axis mundi служит пересечением различных уровней мира, она почитается более других святых мест.
Часто считается, что посредством оси мира можно «связаться» с высшим существом с помощью экстатических техник (шаманизм).

## Репрезентации
Образы оси мира различаются у разных народов в зависимости от мировоззрения, присущего конкретной культуре. Одно из наиболее частых представлений об оси мира — это священная гора, мифическая или реальная, которая считается высшей точкой Земли и центром мира. Иногда также считается, что на этой горе произошло творение мира. Известными примерами горы, как оси мира, являются Олимп в Греции, а также, как отмечает Мирча Элиаде, «Меру в Индии, Хараберецаити в Иране, мифическая „Гора Стран“ в Месопотамии, Геризим в Палестине, которая впоследствии была названа „Пупом Земли“. Потому что Священная Гора это Axis mundi, связывающая Землю и Небо; она касается Неба и обозначает наивысшую точку Мира. Из этого следует, что прилегающая к горе территория, составляющая „наш мир“, расценивается как местность, расположенная ближе всего к небу».
Axis mundi часто фигурирует в виде мирового дерева, соединяющее подземный мир, мир людей и мир богов. Классическим примером мирового дерева является Иггдрасиль из скандинавской мифологии. Это ясень, держащий небесный свод. Под ним ежедневно собирается совет богов. Три корня Иггдрасиля уходят в три мира: в мир людей (Мидгард), мир великанов-ётунов (Ётунхейм), и мир мёртвых (Хельхейм). У подножья древа бьют три источника (первоначально, видимо, один и тот же): источник судьбы, источник мудрости и источник всех земных рек.
Небесная, или космическая, колонна также может считаться осью мира. Этот мифологический сюжет можно найти у делаваров и в дохристианской румынской мифологии. Часто Млечный Путь представляется как космическая колонна, поддерживающая небеса и связывающая их с землёй.
Среди других образов axis mundi можно отметить города, особенно столицы, дворцы и храмы (зиккураты), лианы, свисающие с неба, священные лестницы (например, семиступенчатая лестница, описанная Оригеном).
Во многих культурах можно заметить стремление копировать ось мира в различных формах. Например, крест, представляющий аналог axis mundi в христианстве, постоянно воссоздаётся в форме украшений, орнаментов, планов архитектурных сооружений и т. п. В этом заметно стремление отождествить вселенную как единое целое с «полнотой», характерной для священного места.

## Светское общество
Некоторые исследователи считают, что образ оси мира сохраняется и в секуляризованном обществе. Так, по их мнению, монумент Вашингтону в США или Эйфелева башня представляют собой оси мира, являющиеся демонстрацией не связи между мифологическими мирами, а простой власти. Однако перенос идеи axis mundi в контекст светского общества является спорным.